# Synema reimoseri
Synema reimoseri es una especie de araña cangrejo del género Synema, familia Thomisidae, orden Araneae.

## Distribución
Esta especie se encuentra en África, en el Congo.

## Taxonomía
Fue descrita por Lessert en 1928.
Tratamiento taxonómico
La especie aparece registrada y publicada en Araignées du Congo recueillies au cours de l’expedition par l’American Museum (1909-1915). Deuxieme partie. Revue Suisse de Zoologie 35: 303–352.